# Люся Кава
Людмила Олегівна Коваленко (сценічне ім'я Люся Кава, нар. 9 квітня 1990, Кривий Ріг) — українська співачка, автор треків «Незламна» та «Народна».

## Життєпис
Народилася 9 квітня 1990 року у Кривому Розі, навчалася у музичній школі № 3, займається фортепіано. 2009 року закінчила факультет «Естрадний вокал» Київської муніципальної академії естрадного та циркового мистецтв. 2009—2011 навчалася в Національній академії керівних кадрів культури і мистецтв на факультеті «Естрадний вокал». 2011—2012 рр. — Київський університет ім. Грінченка, факультет «Естрадний вокал».
1996 р. — Лауреат дитячого телевізійного конкурсу «Фант-лото Надія», Київ.
1999—2004 рр. — лауреат дитячого фестивалю «Чорноморські ігри» у Скадовську.
2000 р. — Лауреат 1-ї премії естрадного телефестивалю «Фант-лото Бінго» у Києві.
2001 р. — Лауреат 2-ї премії фестивалю сучасної української естрадної пісні «Дитячий пісенний вернісаж», Київ.
2001—2003 рр. — лауреат фестивалю молодих естрадних виконавців України «Прем'єр-ліга», Рівне
2002 р. — Лауреат фестивалю сучасної пісні і танцю "Кришталеві грона", Виноградів.
2003 р. — Лауреат 1 премії фестивалю естрадної пісні та театрального мистецтва для дітей та юнацтва «Співограй», Кривий Ріг.
2004 р. — Лауреат 1 премії фестивалю-конкурсу дитячого та юнацького пісенного мистецтва «Кришталевий жайвір», Тернопіль
2004 р. — Лауреат 1 премії телевізійного фестивалю для дітей та юнацтва «Зірки, на сцену!», Київ
2005 р. — Лауреат 1 ступеня фестивалю-конкурсу пісні та музики «Золота нотка», Дніпро
2006 р. — Лауреат 1 премії дитячого телевізійного вокально-хореагрофічного конкурсу «Крок до зірок», Київ
У червні 2022 року презентувала авторську пісню «Незламна».

## Дискографія

### Міні-альбоми (EP's)
- Незламна

- Реліз: 19 серпня 2022
- Лейбл: Best music
- Формат: Цифрова дистрибуція

## Музичні відео
| Рік  | Назва                 | Режисер                   |
| ---- | --------------------- | ------------------------- |
| 2021 | Подруга (укр.)        | Elizaveta Klyuzko         |
| 2022 | Незламна(укр.)        | Люся Кава                 |
| 2022 | Маємо жити (укр.)     | Люся Кава                 |
| 2022 | Зупини війну (укр.)   | Люся Кава                 |
| 2022 | Народна (укр.)        | Люся Кава                 |
| 2022 | Ukrainian girl (укр.) | Антон Пожидаєв, Люся Кава |